# Сельди
Сельди́ (рос. Сельды) — гірська вершина у північно-східній частині Великого Кавказу. Знаходиться на півдні Дагестану, Росія.